# 西川周作
西川周作（日語：にしかわ しゅうさく，1986年6月18日—），日本足球运动员，现效力日職球隊浦和紅鑽，前日本国家足球队成员。

## 俱乐部生涯
2005年，西川周作在大分三神开始职业足球生涯，7月2日，他在和横滨水手的联赛中第一次代表大分三神出场。2006年開始成为球队的主力守门员。
2009年12月30日，西川周作转会加盟广岛三箭。2012年，广岛三箭门将下田崇退役，西川在该赛季起继承其球队1號球衣出战。本赛季，西川出场联赛34场，连续4年在所有联赛比赛中代表球队首发出场。赛季结束后，球队取得19胜7平8负的成绩，收获队史上首个联赛冠军。2012年12月，西川首次入选日职联赛年度最佳阵容。
2013年，西川代表球队出场联赛33场，球队仅失29球，成为该年日职联赛失球数最少的球队。12月29日，天皇盃半决赛广岛三箭对阵FC东京，两队在常规比赛时间中互交白卷，进入点球大战。点球大战中，广岛三箭前三个罚球即罚丢两球，西川主罚第四球并成功命中；接下来的罚球中，西川又成功拦截对手的三个罚球，帮助球队奇迹逆转战胜对手。
2014年，西川周作完全转会至浦和红钻。加入球队后西川便成为球队主力队员。同年4月至7月，西川在联赛第10轮至16轮的比赛中连续7场比赛零封对手，零封时间达630分钟，刷新了日职联赛连续不失球场次纪录。2014年7月，获选日职联赛月度最佳选手。2014年12月，日职联赛举行了年度颁奖礼，入选了本赛季联赛最佳阵容。

## 国家队生涯
西川周作被称作日本门将位置上的希望之星，他以主力的身份参加了2007年多哈亚运会和2008年北京奥运会。
2009年10月8日，西川周作在和香港的2011年亚洲杯外围赛中第一次代表国家队出场。
2014年6月，西川周作入選日本國家隊2014年巴西世界盃23人大名單，但沒有在任何比賽中出場。

## 個人生活
2008年1月16日，西川与比自己年长4岁的女友福田亚美（现更名西川亚美）结婚。2012年9月8日，西川的妻子在广岛市内的医院产下一女，西川的第二个女儿则于2014年11月11日诞生。

## 外部連結
- Soccerway資料庫：西川周作 （英文）
- 日本職業足球聯賽中的西川周作 （日語）
- 浦和レッドダイヤモンズによる公式プロフィール
- 西川周作的X（前Twitter）